# كنينة دياب
كُنينة دياب (1948-) هي كاتبة سورية، ولدت في جبلة في اللاذقية، وهي عضوة في اتحاد الكتاب العرب - سوريا، حصلت على إجازة في الآداب قسم اللغة الإنكليزية، وعلى إجازة من قسم الإعلام- التعليم المفتوح- جامعة دمشق 2018، لها عدد من الأعمال القصصية للأطفال إضافة إلى عدد من الترجمات.

## مؤلفات
صدرت لها عدة أعمال منها:

### ترجمات من الإنجليزية
- فجر الصحراء، رواية مترجمة، دار الحوار، سورية، 2007.
- زهرة الصحراء، رواية مترجمة، دار الحوار، سورية، 2008.[3]
- بنات الصحراء، رواية مترجمة، دار الحوار، سورية، 2008.[4]
- حين يغنّي طائر الليل: قصص مترجمة، اتحاد الكتاب العرب، سورية، 2008.
- الكاديلاك الذّهبيّة: قصص مترجمة- دار شرق وغرب، سورية، 2014.
- عزيزي الخائن: قصص مترجمة، اتحاد الكتاب العرب، سورية، 2015.
- لو يدير الأطفال العالم: كتاب للأطفال واليافعين، مشاركة في مجلة جسور ثقافية ع:13-14، وزارة الثقافة- الهيئة السورية العامة للكتاب، دمشق، 2019م.

### مؤلفات للأطفال والناشئين
- حكايات قبل النوم 90 قصة، مجموعة قصص للأطفال، دار ربيع للنشر، سورية 2007.[5]

- أوراق الشجر الملونة، مجموعة قصص للأطفال، دار ربيع للنشر- 2010.
- قالت الشمس للقمر، مجموعة قصص للأطفال، دار ربيع للنشر- 2010.[6]
- شام تسبح في الشتاء، مجموعة قصص للأطفال، دار ربيع للنشر- 2010.
- عازف الناي الصّغير، مجموعة قصص للأطفال، دار ربيع للنشر- 2010.
- فارس يودّع الطفولة: قصة طويلة للناشئة، اتحاد الكتاب العرب بدمشق- 2010.
- رسائل إلى أبي: قصص للناشئة واليافعين- اتحاد الكتاب العرب بدمشق، 2012.
- براعم الغد: قصص للأطفال، وزارة الثقافة، منشورات الطفل، 2016.

سلسلة قصص للأطفال، دار الحافظ، دمشق، 2019:
- سنان وفرشاة الأسنان، دار الحافظ، دمشق، 2019.[7]
- عيد المحبة، دار الحافظ، دمشق، 2019.[8]
- عربة الخيل، دار الحافظ، دمشق، 2019.[9]
- سأصبح نجاراً، دار الحافظ، دمشق، 2019.[10]
- العصفور الأزرق، دار الحافظ، دمشق، 2019.[11]
- فيلولة والمزمار، دار الحافظ، دمشق، 2019.[12]
- الضفدعة الحنونة، دار الحافظ، دمشق، 2019.[13]
- البطّة الغريبة، دار الحافظ، دمشق، 2019.
- حذاء عجيب، دار الحافظ، دمشق، 2019.[14]
- القمر المجنون، دار الحافظ، دمشق، 2019.[15]

### مجموعة من ست قصص باللغتين العربية والإنجليزية
- السّنجاب الصّغير، دار شان للنشر، عمّان الأردن، 2020.
- الرسامة الصغيرة، دار شان للنشر، عمّان الأردن، 2020.
- الفيل المسكين، دار شان للنشر، عمّان الأردن، 2020.
- دودة صغيرة، دار شان للنشر، عمّان الأردن، 2020.
- راما والكتاب، دار شان للنشر، عمّان الأردن، 2020.
- تأتأة صديقي: قصّة لليافعين، دار الهدى زحالقة، الضفة الغربية، فلسطين، 2019م.[16]
- بين فراشة ونملة: مجموعة قصص للطفولة، اتحاد الكتاب العرب، دمشق، 2020م.
- قصص نشرت في مجلة أسامة، منشورات الطفل، وزارة الثقافة، سورية 2008-2019.
- قصص وكومكس (سيناريو) نشرت في مجلة شامة، منشورات الطفل، وزارة الثقافة، سورية 2019.
- قصص وكومكس (سيناريو) للأطفال لمجلة قنبر، العراق، 2019، 2020.
- قصص للأطفال لمجلة جاسم، دولة قطر، 2020م.
- قصص للأطفال لمجلة واز المغربية، وزارة الثقافة، المغرب، 2019م.
- قصص للأطفال لمجلة قطر الندى، مصر، 2019.
- قصص للأطفال نشرت في مجلة "شليل"، صدرت عن رابطة كتاب الأطفال في السودان، 2020-2021.